# Aprather Mühlenteich
Das 9 ha große Naturschutzgebiet Aprather Mühlenteich liegt auf dem Gebiet der Stadt Wülfrath im Kreis Mettmann in Nordrhein-Westfalen. Es liegt südöstlich der Kernstadt von Wülfrath im Ortsteil Aprath. Östlich verläuft die Landesstraße L 74 und die S-Bahnlinie Wuppertal-Vohwinkel / Essen mit dem Haltepunkt Wülfrath-Aprath in 600 m Entfernung.

## Beschreibung
„Das Naturschutzgebiet umfasst einen kurzen Abschnitt des Düsseltales oberhalb des Aprather Mühlenteiches. Die Düssel selbst ist an den rechten Talrand verlegt und wird von einem schmalen Wanderweg begleitet. Die Düssel wird von einem schmalen Streifen aus Eichen und Hainbuchen gesäumt. Östlich des Weges schließen Gehölzflächen im vernässten Talgrund an. Der nördliche Teil des Gebietes wird von der Straße zur Aprather Klinik gekreuzt. Nördlich davon wird der Talgrund von einer inzwischen wieder genutzten (bzw. gepflegten) Nasswiese eingenommen. Im Südwesten des Gebietes liegt der grosse Mühlenteich mit zahlreichen Seerosen. Am Nord-Ufer findet sich ein breiter Röhrichtstreifen mit nach Norden anschließendem Erlensumpfwald mit Weidengebüsch als Waldrand und zum Teich (nach Süden) einer ca. 0,5 ha grossen sumpfigen Hochstauden-Flur mit Seggen und weniger Röhrichtarten“.
„Das Naturschutzgebiet ist von hoher Bedeutung für die Erhaltung eines Komplexes aus verschiedenen Feuchtbiotopen als Lebensraum seltener und gefährdeter Tier- und Pflanzenarten: feuchte Hochstaudenflur, Sumpfwälder sowie eine Nasswiese und Röhrichte mit gutem Erhaltlungszustand. Das Gebiet hat wegen der inzwischen im Naturraum und auch darüber hinaus seltenen Lebensräume feucht-nasser Standorte einen besondere Bedeutung als Trittsteinbiotop und Rückzugsgebiet“.
„Das Gebiet am ehemaligen Schloss Aprath wird durch die beiden stehenden Gewässer Mühlenteich und Schlossteich sowie die Verlandungszone mit unterschiedlich weit voranschreitender Sukzession geprägt.“ „Zwischen Mühlenteich und Schlossgelände hat sich ein Erlenbestand mit Bruchwaldcharakter entwickelt. Verlandungsbereiche, Bruchwälder und Feuchtwiesen sind in der vorläufigen Roten Liste der in Nordrhein-Westfalen gefährdeten Biotope z. T. als vor der Vernichtung stehend aufgeführt“.
Bei früheren Kartierungen im Gebiet wurden u. a. folgende Tierarten nachgewiesen: Grasfrosch, Erdkröte, Bergmolch, Eisvogel, Wasseramsel, Flussuferläufer, Graureiher, Kleinspecht und Grünspecht.

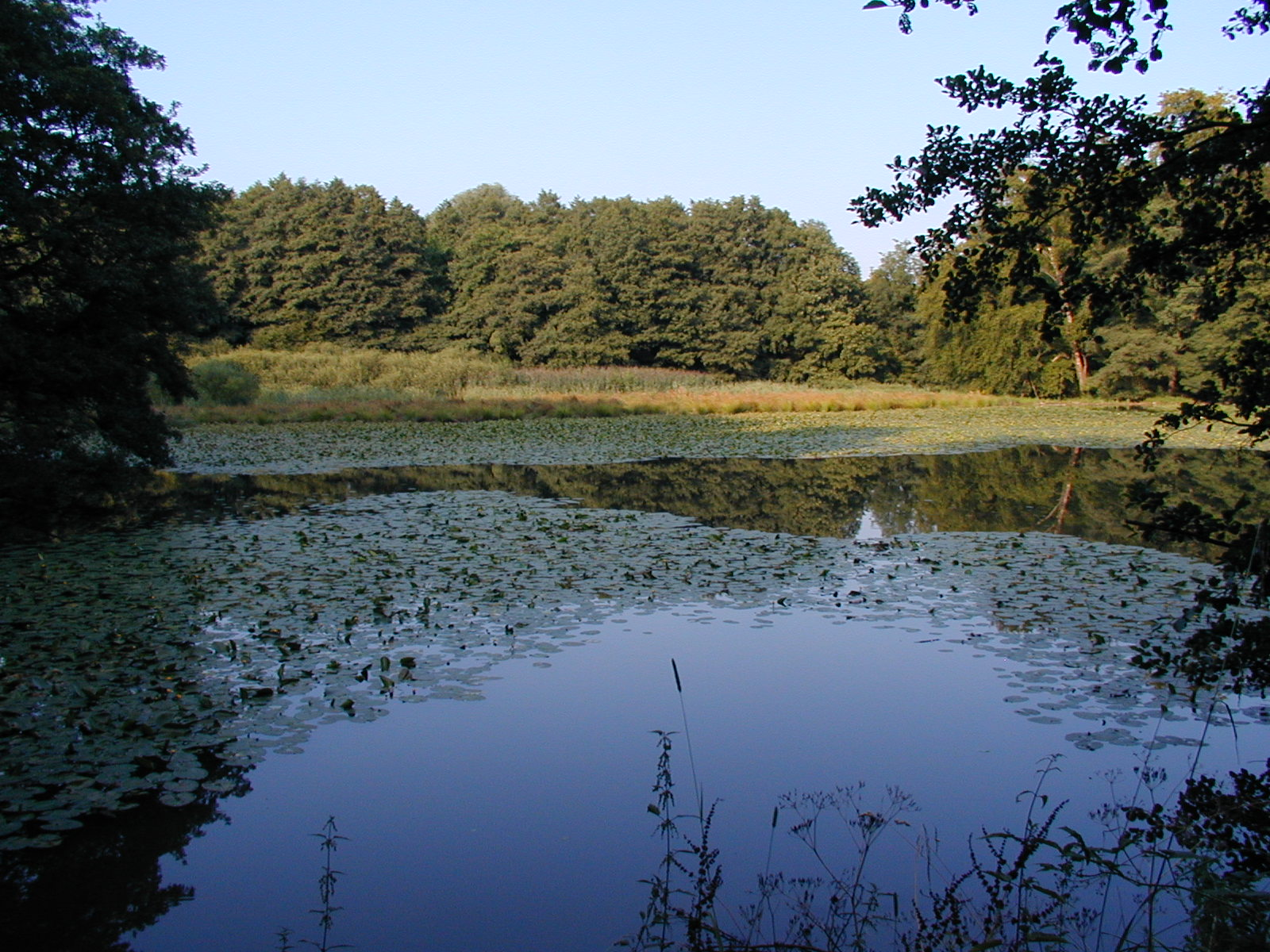
Aprather Mühlenteich mit großem Seerosenbestand (Sommer 2002)
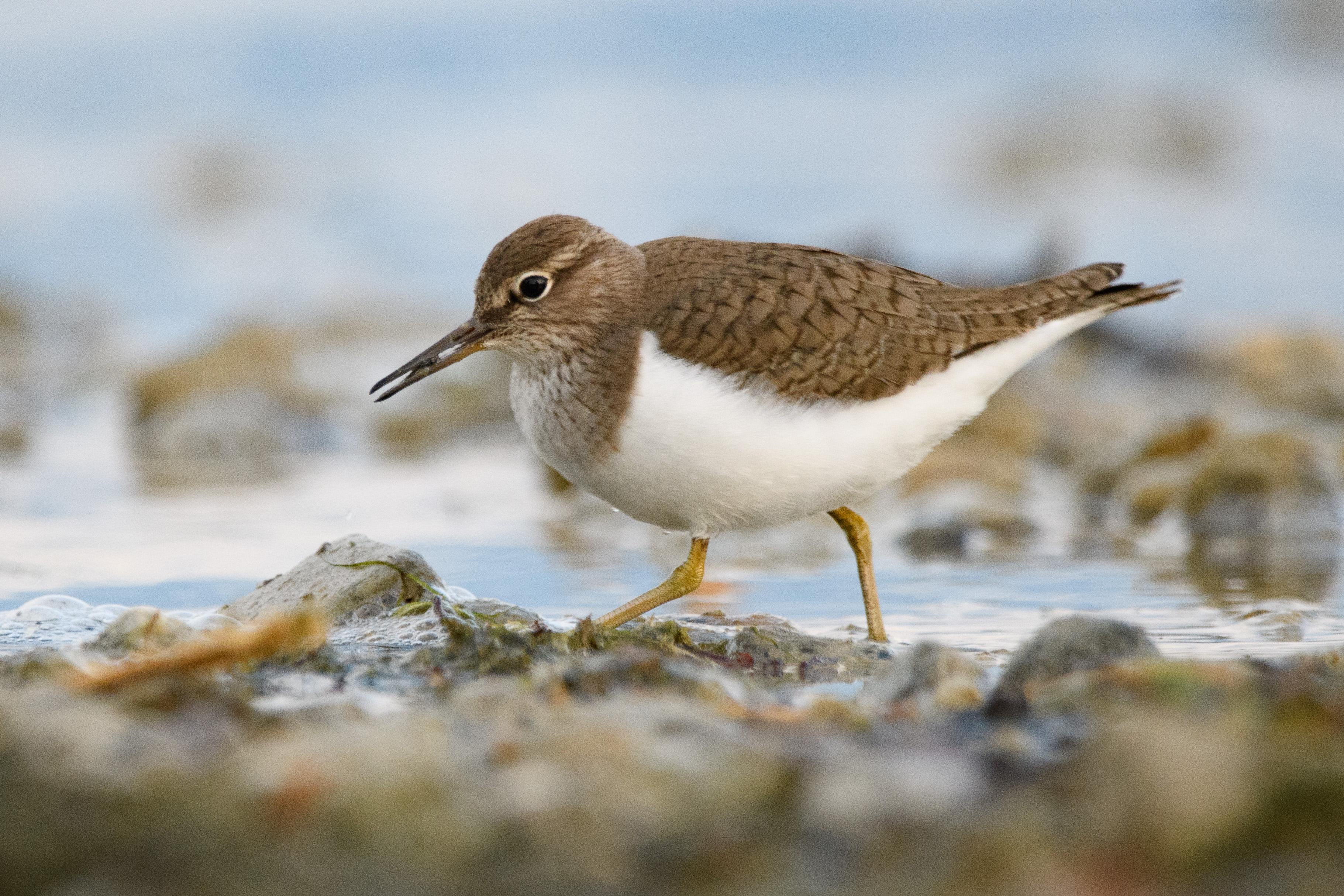
Flussuferläufer (Actitis hypoleucos)
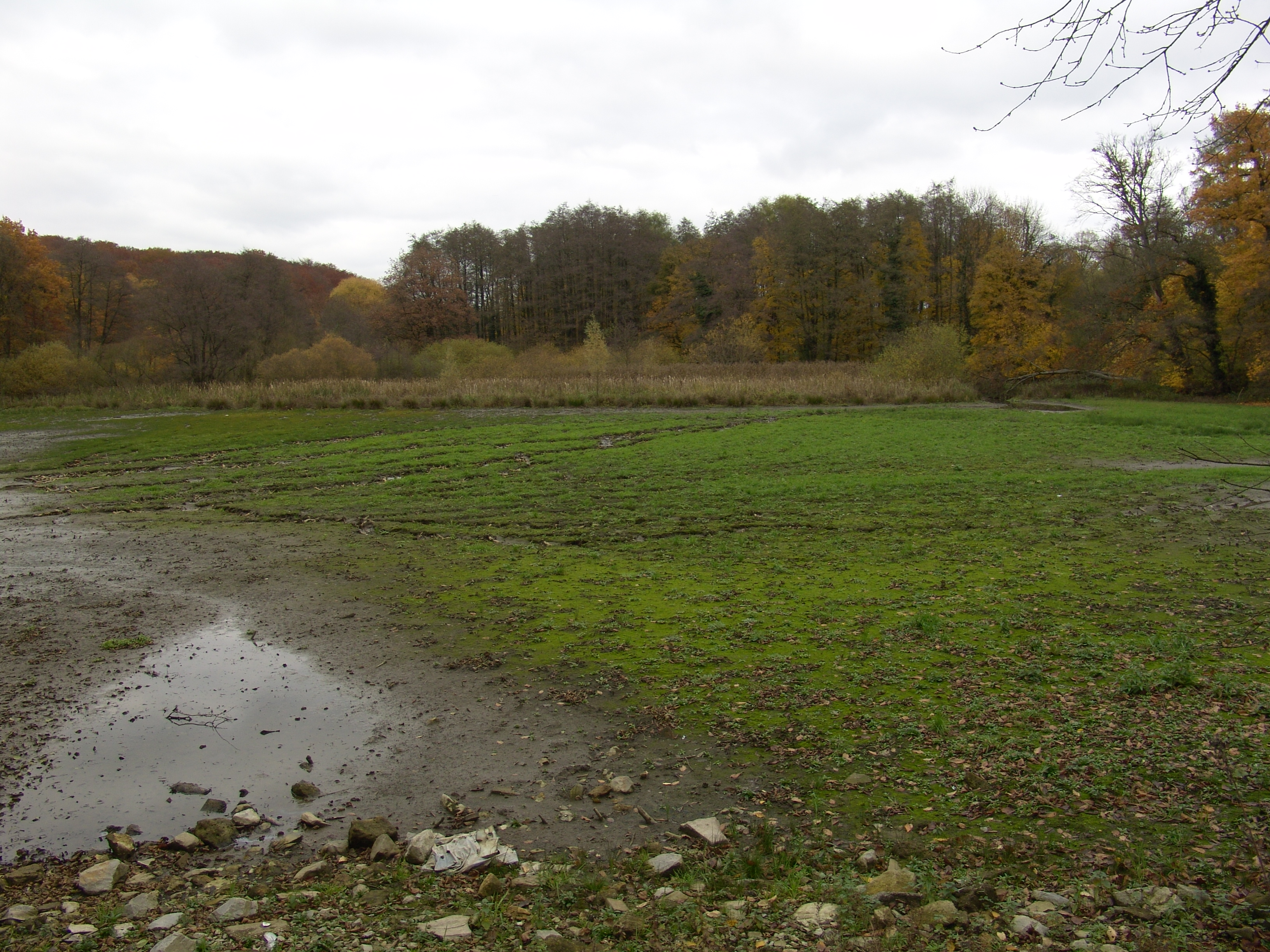
Abgelassener Mühlenteich (Herbst 2007)
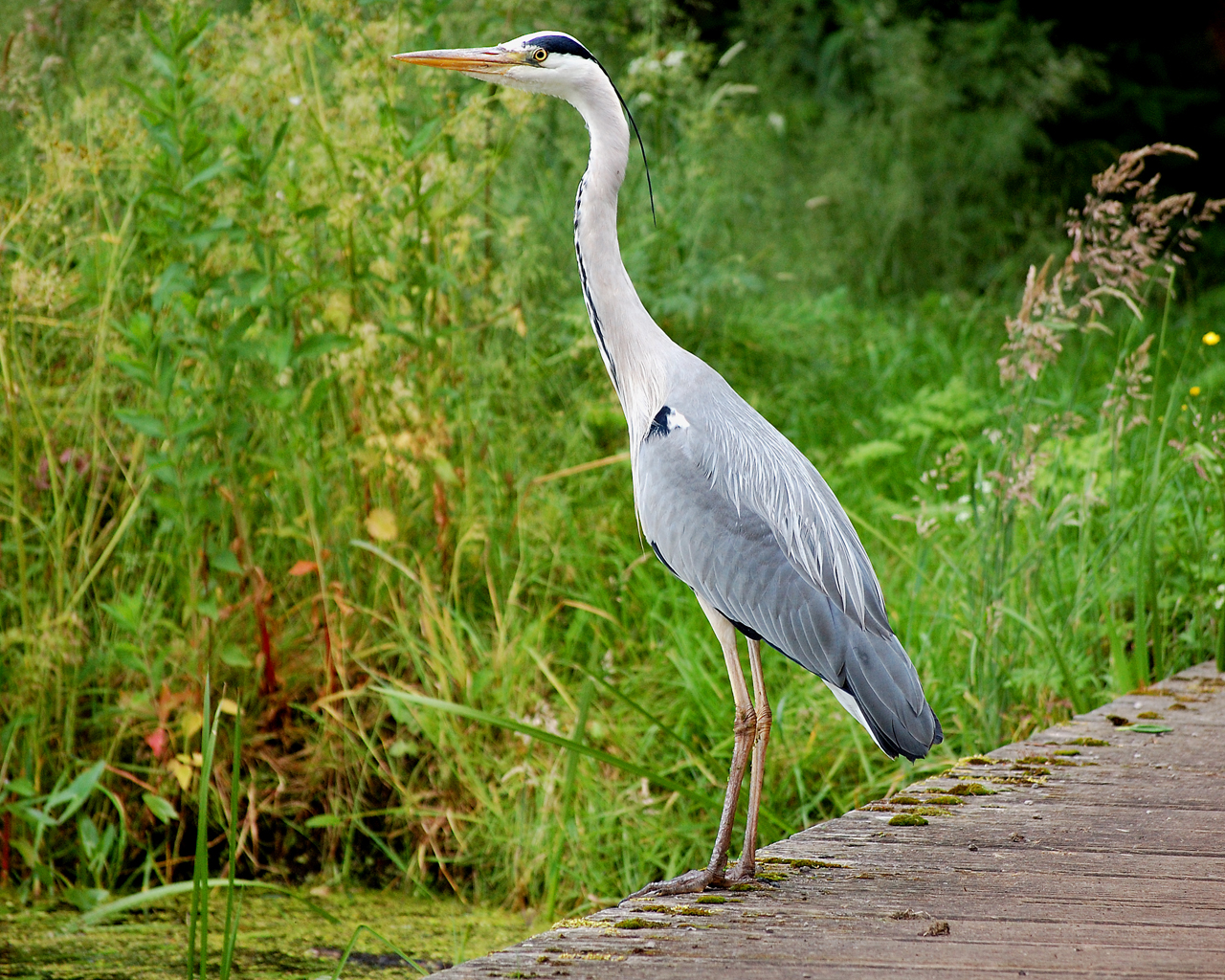
Graureiher (Ardea cinerea)
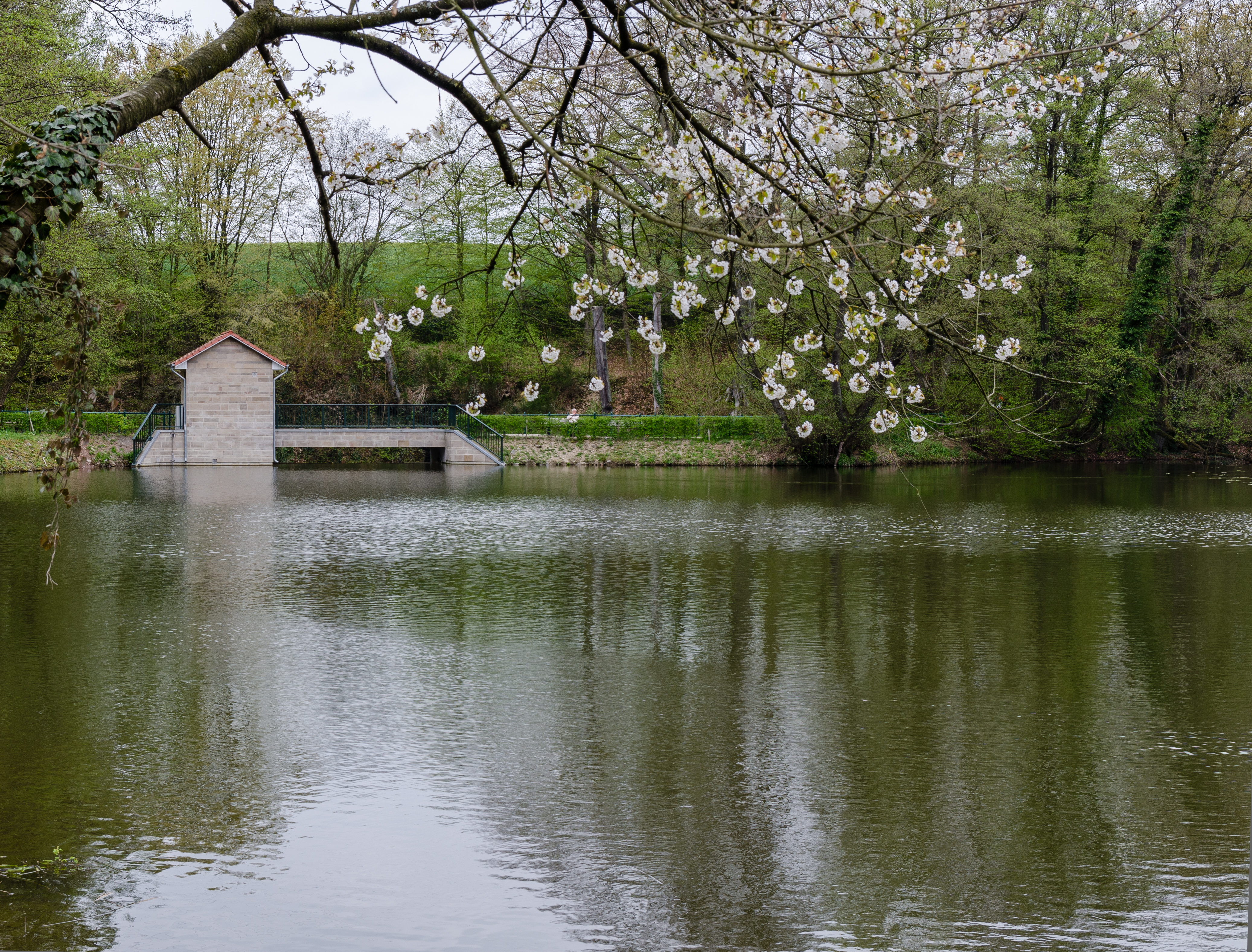
Mühlenteich (Frühling 2013)
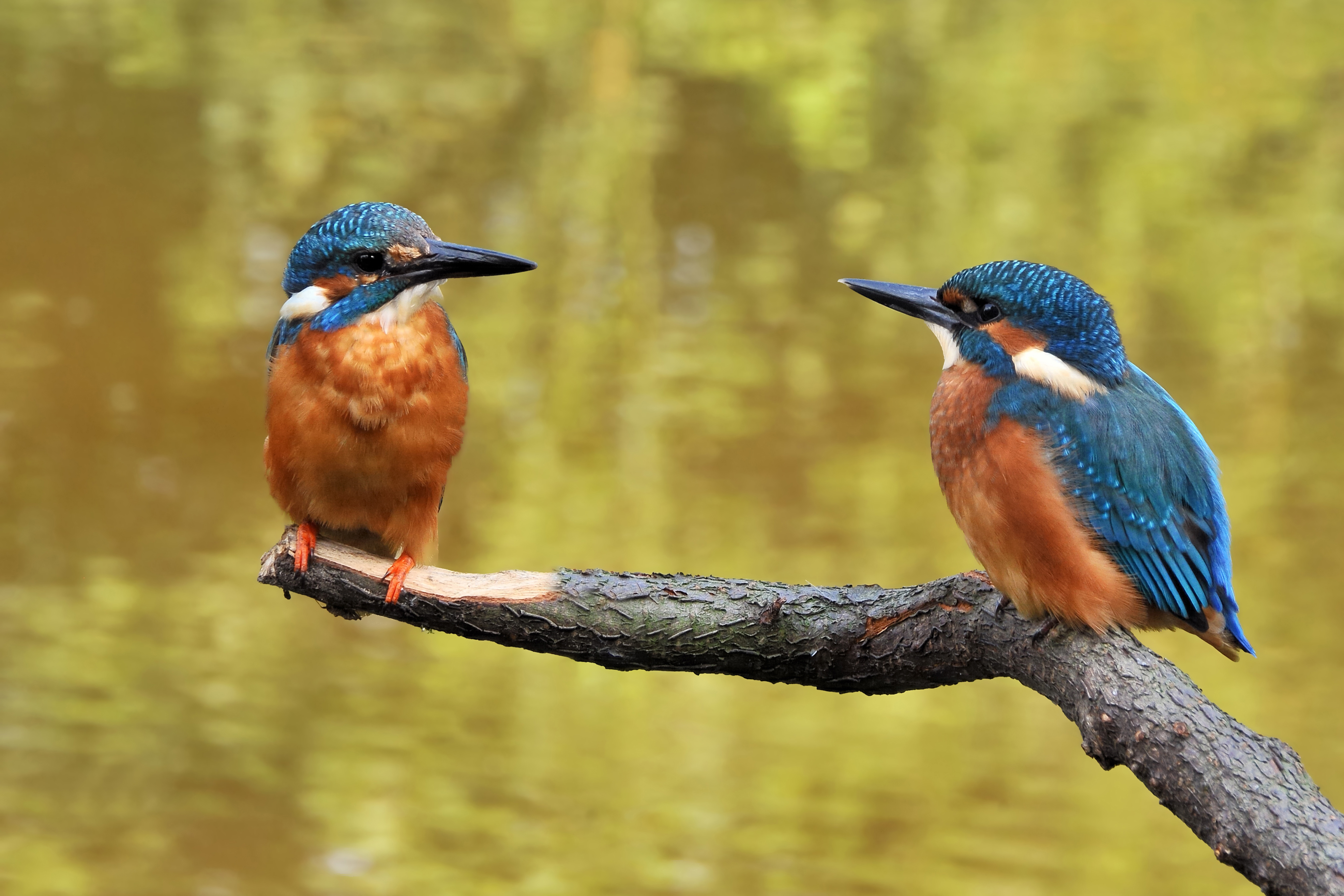
Eisvogel (Alcedo atthis)
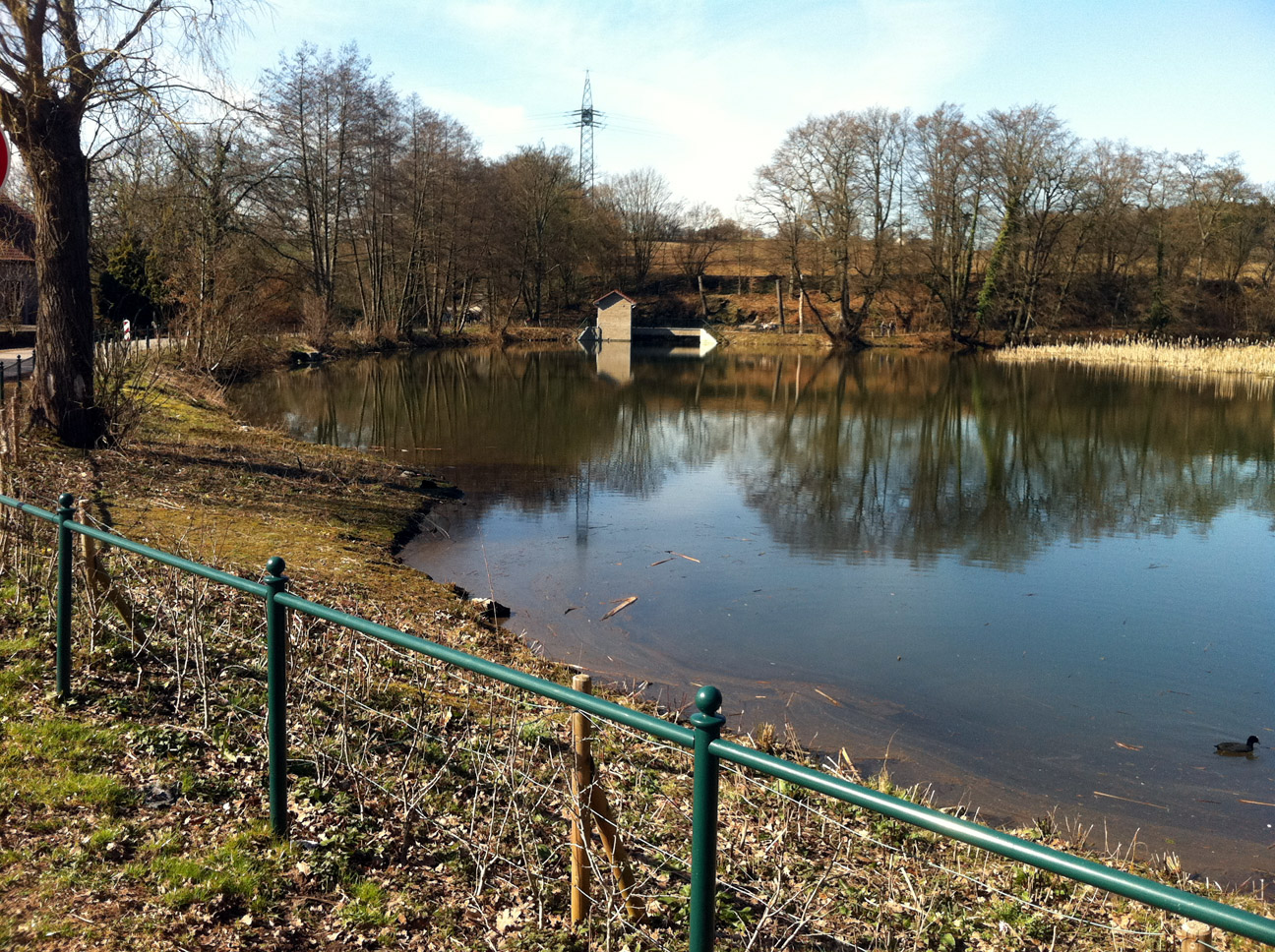
Mühlenteich (September 2011)
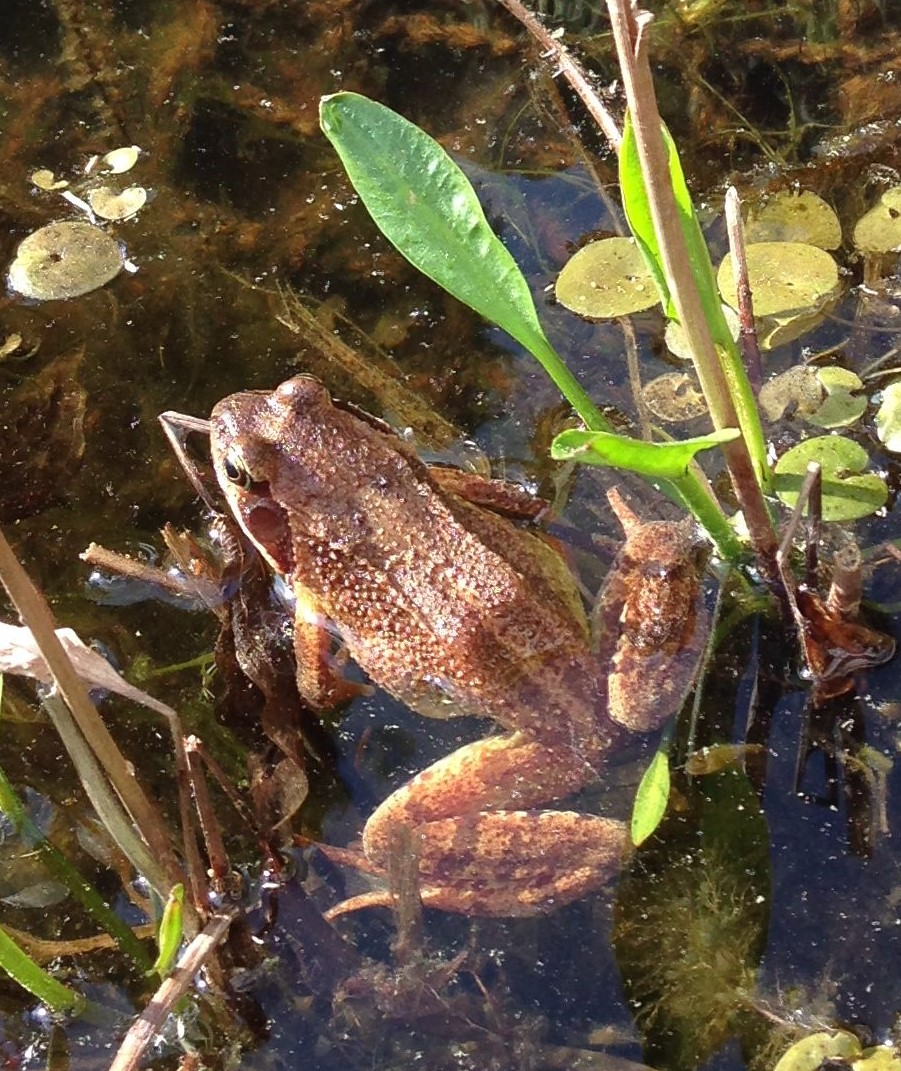
Grasfrosch (Rana temporaria)